# Villegats (Eure)
Villegats ist eine französische Gemeinde mit 353 Einwohnern (Stand 1. Januar 2022) im Département Eure in der Region Normandie (vor 2016 Haute-Normandie). Sie gehört zum Arrondissement Les Andelys (bis 2017 Évreux) und zum Kanton Pacy-sur-Eure.
Die Einwohner werden Villegatois genannt.

## Geographie
Villegats liegt etwa 21 Kilometer ostsüdöstlich von Évreux.

### Nachbargemeinden
Umgeben ist Villegats von den Nachbargemeinden Chaignes im Norden und Nordwesten, Chaufour-lès-Bonnières im Nordosten, Cravent im Süden und Osten, Breuilpont im Südwesten sowie Hécourt im Westen und Südwesten.

## Bevölkerungsentwicklung
| 1962                      | 1968 | 1975 | 1982 | 1990 | 1999 | 2006 | 2013 |
| ------------------------- | ---- | ---- | ---- | ---- | ---- | ---- | ---- |
| 182                       | 151  | 167  | 135  | 261  | 297  | 331  | 343  |
| Quelle: Cassini und INSEE |      |      |      |      |      |      |      |

## Sehenswürdigkeiten

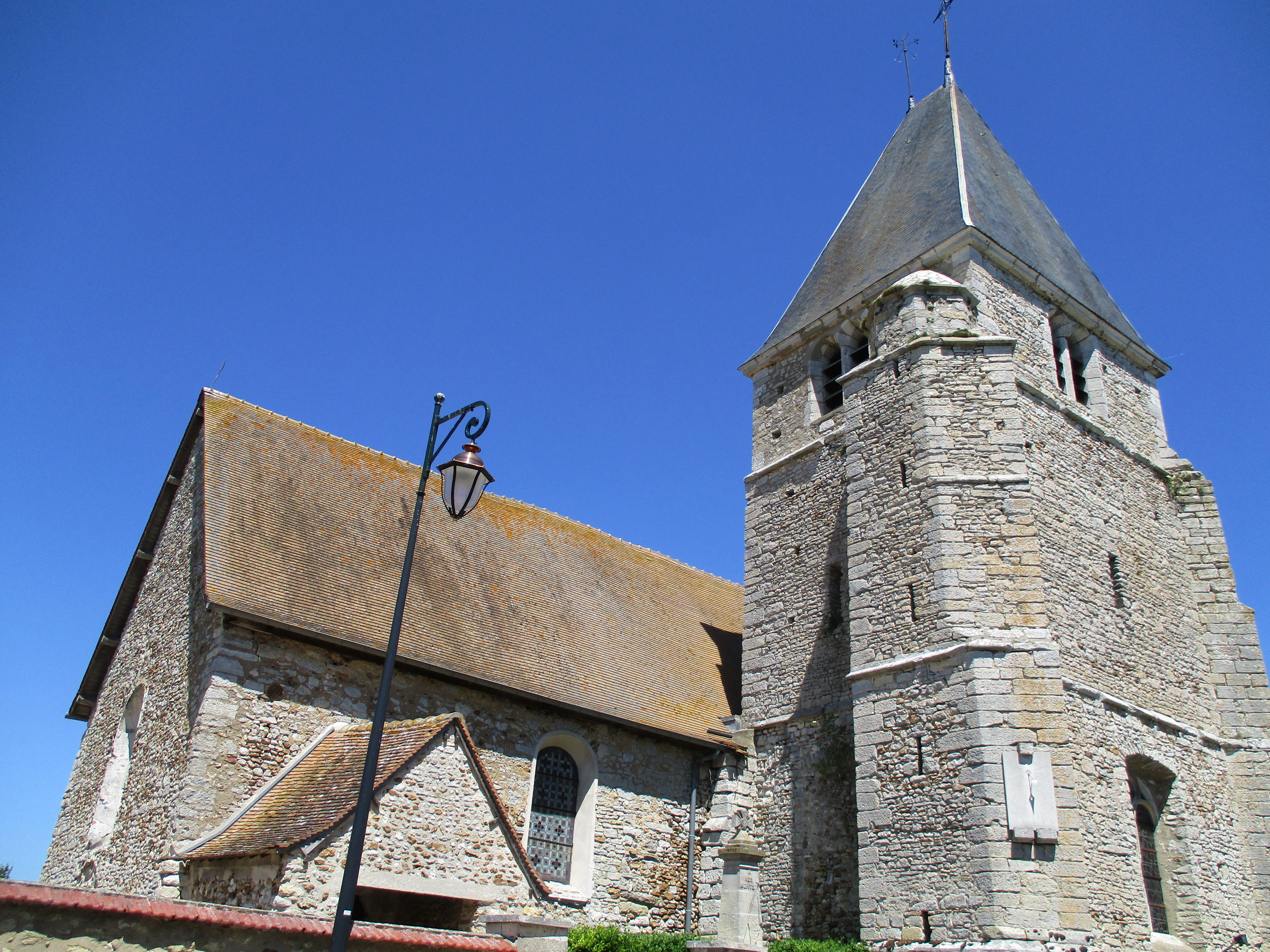
Kirche Saint-Léger

- Kirche Saint-Léger